# Francouzská katedrála (Berlín)
Francouzská katedrála (německy Französischer Dom) v Berlíně byla postavena v letech 1701–1705 na základě návrhu Jeana Cayarta a Abrahama Quesnaya. Inspirací jim byl kostel Saint-Maurice ve Francii. V budově se nachází hugenotské muzeum. Katedrála byla původně stavěna pro francouzské protestantské uprchlíky, kteří utíkali do Pruska kvůli náboženské svobodě. Budova byla zničena nálety v roce 1943 během 2. světové války. Díky stavbě televizní věže se začalo uvažovat o opravě budovy. Budova se dočkala opravy až v roce 1981.

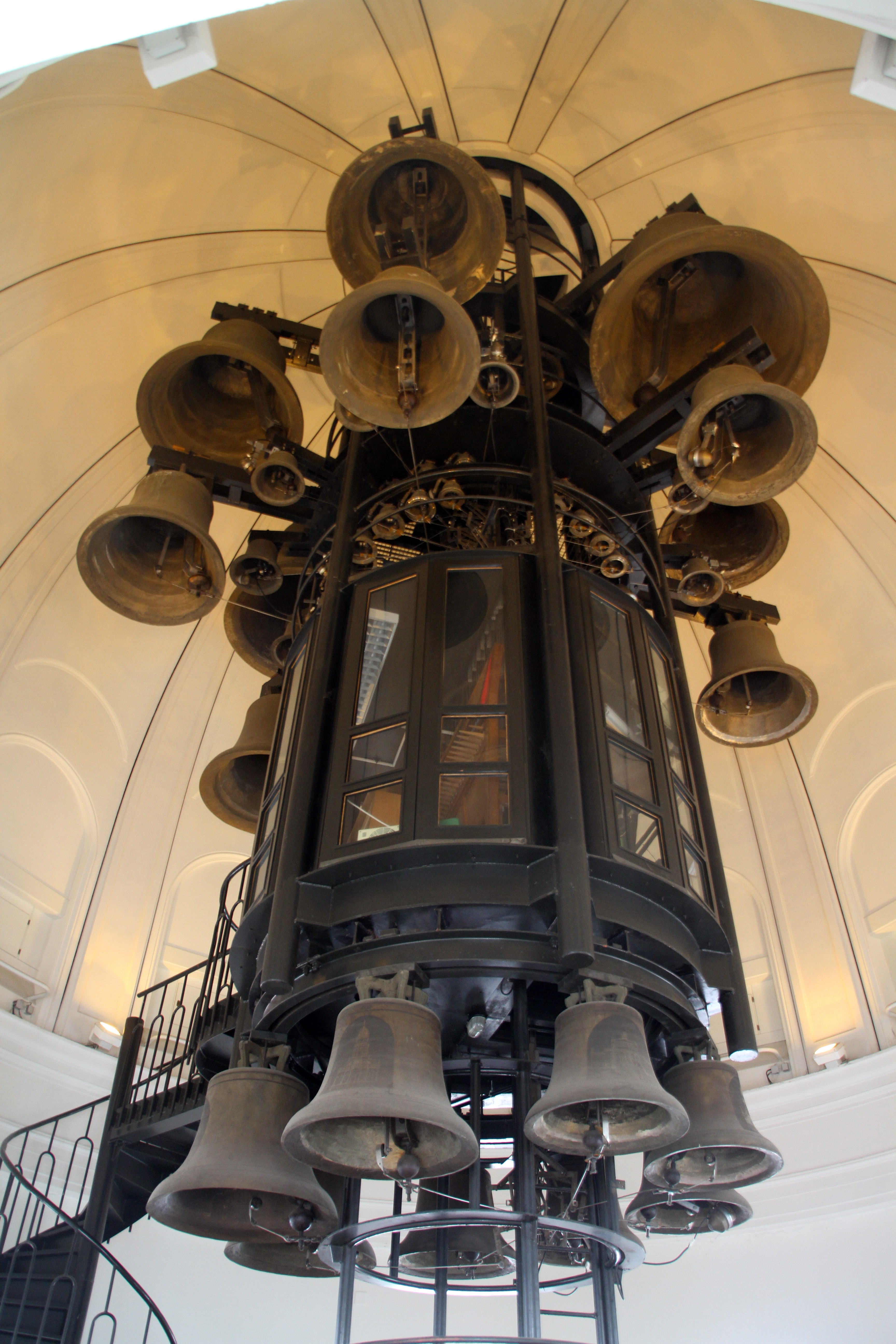
Zvonkohra

## Zvonkohra
Budova v roce 1987 získala zvonkohru o 66 zvonech, celkově váží 29 tun. Jedná se o druhou největší zvonkohru. Ta největší se nachází v Tiergarten. 